# 板東・八方ヨジキンTV
『板東・八方ヨジキンTV』（ばんどう・はっぽうヨジキンテレビ）は、1996年4月5日から1998年9月25日まで関西テレビで放送されていた情報バラエティ番組。全127回。

## 概要
『○爆ワイド』の打ち切りからおよそ6年ぶりに関西テレビが金曜16時台・17時台に編成した自社製作番組である。ただし、こちらは帯番組ではなく、週に1回のペースで放送される2時間枠の夕方ワイド番組だった。
番組は、出演者たちが一週間の出来事を総括する「週間どやねん」のコーナー、月亭八方が子供たちに物事を教える「八方塾」のコーナー、温泉紀行のコーナー、料理コーナーなどを設けていた。また、生中継企画や視聴者参加型のゲーム企画なども実施していた。

## 放送時間の変遷
- 金曜 16:00 - 18:00 （1996年4月 - 1997年3月）
- 金曜 15:55 - 17:54 （1997年4月 - 1998年9月） - 『アタック ザ・ヒューマン』の放送開始に伴い、放送枠が5分繰り上げ。

## 出演者
- 板東英二
- 月亭八方
- ジェフ・バーグランド（当時大手前女子大学教授）
- 片山淳子
- ジョニー広瀬
- 中島優子（当時関西テレビアナウンサー） - 夕方ニュースのキャスターを担当。
- 渡辺たかね
- ほか

## エンディングテーマ
- 夏っぽく（川村ゆみ）
- I Can Tell You Why （鈴木結女）